# Plans de Rubió
Els Plans de Rubió és un conjunt de plans del terme municipal de Monistrol de Calders, al Moianès.
Són a l'entorn de la masia de Rubió, a llevant i a ponent seu. Es tracta d'uns camps en pendissos esglaonats que tenen la masia de Rubió com a punt central i més elevat.